# Puss/Oh, the Guilt
Singles par Nirvana
In Bloom
(1992) Heart-Shaped Box
(1993)
Puss/Oh, the Guilt est un single split des groupes de rock américains The Jesus Lizard et Nirvana sorti en 1993 sur le label Touch and Go Records. Il inclut les chansons Puss de The Jesus Lizard et Oh, the Guilt de Nirvana.
La pochette représente une peinture de Malcolm Bucknall nommée Old Indian and White Poodle

## Puss
Puss est tout d'abord apparu sur l'album Liar de The Jesus Lizard en 1992. Il a été enregistré par Steve Albini, futur producteur du troisième et dernier album de Nirvana, In Utero, et figure du rock indépendant.
Le single s'est classé 12e dans les charts britanniques. Il s'agit du premier hit au Royaume-Uni pour The Jesus Lizard et du cinquième pour Nirvana.
La clip vidéo de Puss montre un homme en train de se faire souder sur une chaise ; certaines chaînes de télévision (en particulier MTV) refusèrent de le diffuser.

## Oh the Guilt
Oh, the Guilt fut joué pour la première fois en novembre 1990. Le groupe a enregistré une version instrumentale le  31 décembre 1991 avec Craig Montgomery aux Music Source Studios. La version présente sur le single fut enregistrée par Barrett Jones le 7 avril 1992 à Seattle. Une version mixée par Adam Kasper et n'incluant pas le son de briquet présent sur l'original est sortie dans le coffret de Nirvana With the Lights Out de 2004 ainsi que sur la compilation Sliver: The Best of the Box.

## Classement
| Année | Single             | Chart                     | Classement |
| ----- | ------------------ | ------------------------- | ---------- |
| 1993  | Puss/Oh, the Guilt | Official UK Singles Chart | No. 12     |